# Mount Henry, Alberta
Mount Henry är ett berg i Kanada.   Det ligger i provinsen Alberta, i den centrala delen av landet, 3 200 km väster om huvudstaden Ottawa. Toppen på Mount Henry är 2 565 meter över havet.
Terrängen runt Mount Henry är kuperad åt sydväst, men åt nordost är den bergig.Runt Mount Henry är det mycket glesbefolkat, med 4 invånare per kvadratkilometer.. Närmaste större samhälle är Jasper Park Lodge, 14,1 km öster om Mount Henry. 
I omgivningarna runt Mount Henry växer i huvudsak barrskog.